# Harm Klueting

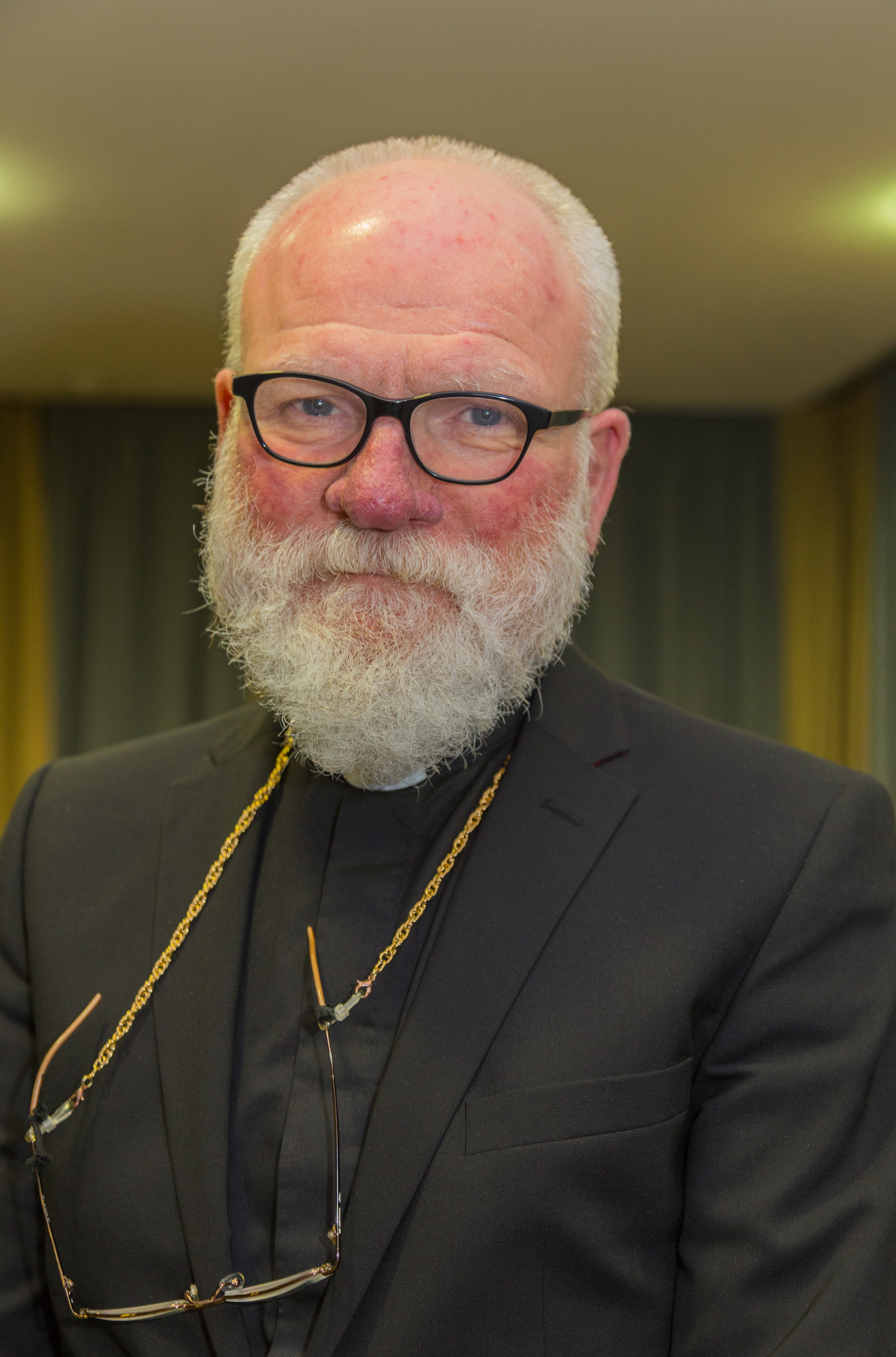
Harm Klueting (2017)

Harm Klueting (* 23. März 1949 in Iserlohn) ist ein deutscher Historiker, Theologe, Universitätsprofessor und römisch-katholischer Priester. Seine Forschungsschwerpunkte sind die Kirchengeschichte und allgemeine Geschichte der frühen Neuzeit. Er hat auch Arbeiten zur Geschichte Westfalens vorgelegt.

## Leben
Harm Klueting wurde als Sohn des Museumskustos Hermann Klueting (1920–2017) und seiner Ehefrau Esther Hanna Lydia Klueting geb. Grabow (1925–1998) geboren. Nach dem Besuch der Hohenlimburger Volksschule und des Friedrich-Harkort-Gymnasiums in Herdecke, das er vorzeitig verließ, absolvierte er eine Buchhändlerlehre. Später erlangte er mit einer Begabtensonderzulassung des nordrhein-westfälischen Kultusministers die Allgemeine Hochschulreife, bevor er die Ergänzungsprüfungen zum Reifezeugnis in Latein (Großes Latinum), Griechisch (Graecum) und Hebräisch (Hebraicum) ablegte.
Ab 1969 studierte Klueting Geschichte, Historische Hilfswissenschaften, Slavistik, Germanistik, evangelische und katholische Theologie, Rechtswissenschaft und Kirchenrecht an der Universität Bochum, der Universität zu Köln, der Kirchlichen Hochschule Wuppertal sowie an der University of Edinburgh, der Universität Münster und am Institut Catholique in Paris. In Bochum wurde er 1974 in Slavistik zum Dr. phil. promoviert. 1978 schloss er in Köln sein Geschichtsstudium mit dem Magistergrad in Mittlerer und Neuerer Geschichte ab. Von 1981 bis 1983 war er Habilitandenstipendiat der Deutschen Forschungsgemeinschaft mit zweijährigem Forschungsaufenthalt in Wien. Er habilitierte sich 1984 an der Universität Köln für Neuere Geschichte und wurde dort Privatdozent.
1984 erfolgte seine Zuwahl als ordentliches Mitglied der Historischen Kommission für Westfalen. Es folgten Lehrstuhlvertretungen bzw. Vertretungsprofessuren an der Universität Osnabrück für Geschichte der Frühen Neuzeit (1985–1987), an der Universität Bonn (1989/90; Lehrstuhl Konrad Repgen) und an der Universität Göttingen in Neuerer Geschichte (1990/91). 1989 wurde Klueting zum außerplanmäßigen Professor an der Universität Köln ernannt. Er ist dort Professor für Neuere Geschichte und lehrt zugleich Historische Theologie (Mittlere und Neuere Kirchengeschichte). Parallel dazu erhielt er einen Lehrauftrag an der Pädagogischen Hochschule Halle für Neuere Geschichte und nahm Gastprofessuren an der Universität Leicester (1991) und an der Emory University in Atlanta in Neuerer Geschichte wahr.
1998 schloss Klueting das Studium der evangelischen Theologie an der Universität Münster als Diplom-Theologe ab und wurde im Jahr 2000 in der evangelischen Kirche ordiniert. 2001 trat er aus religiösen Gründen aus der FDP aus, der er seit 1989 angehört hatte. In den 1990er Jahren war er als Mitglied und stellvertretender Vorsitzender des Landesfachausschusses für Wissenschafts-, Forschungs- und Technologiepolitik in der FDP in Nordrhein-Westfalen aktiv. Er war auch nach seinem Parteiaustritt noch Vertrauensdozent der FDP-nahen Friedrich-Naumann-Stiftung für die Freiheit.
Im Wintersemester 2001/02 war er Gastprofessor für Kirchengeschichte an der Theologischen Fakultät der Universität Zürich und nahm 2002 den Ruf auf einen Lehrstuhl für Kirchengeschichte am Protestantisch-theologischen Institut (Institutul Teologic Protestant) in Sibiu in Rumänien an. 2003 wurde er an der Evangelisch-Theologischen Fakultät der Universität Münster in Kirchengeschichte zum Doktor der Theologie promoviert; 2004 folgte seine zweite Habilitation für Kirchen- und Dogmengeschichte an der Augustana-Hochschule in Neuendettelsau in Bayern.
Im Jahr 2004 konvertierte Klueting zur römisch-katholischen Kirche. 2005 erlangte er die päpstliche Nostrifikation seines theologischen Doktorgrades im Sinne des Apostolischen Doktorates. 2007 wurde er von Neuendettelsau an die katholische Theologische Fakultät der Universität Fribourg (Schweiz) für Mittlere und Neuere Kirchengeschichte umhabilitiert, wo er bis 2016 zusätzlich zu seiner Lehrtätigkeit in Köln als Privatdozent und Gastprofessor lehrte. Am 28. September 2009 wurde er im Erzbistum Köln zum Diakon geweiht. Von November 2009 bis Februar 2011 war Klueting als katholischer Diakon Mitglied des Seelsorgeteams von St. Pantaleon in Köln, wiewohl er nach eigener Aussage mit dem Opus Dei, das den Klerus der Pfarrei stellt, nicht näher in Verbindung steht. Am 22. Februar 2011 empfing Klueting trotz des Umstandes, dass er verheiratet ist, mit einer Ausnahmegenehmigung des Papstes gemäß can. 1047 § 2 Nr. 3 CIC vom Kölner Kardinal und Erzbischof Joachim Meisner die Priesterweihe und wurde als Diözesanpriester in den Klerus des Erzbistums Köln inkardiniert.
Nach seiner Priesterweihe war Klueting von 2011 bis 2015 als Subsidiar in der Katholischen Hochschulgemeinde (KHG) Köln tätig und wechselte 2015 als Seelsorger im Subsidiarsdienst in die Pfarreien Mauenheim, Niehl und Weidenpesch im linksrheinischen Norden der Stadt Köln.

## Publikationen und Schwerpunkte
Kluetings denkerische und religiöse Vorbilder sind Edith Stein und Dietrich Bonhoeffer, die er in einer 2006 erschienenen Doppelbiografie miteinander verglichen hat. Er ist Herausgeber der im Lit Verlag erscheinenden Reihe Historia profana et ecclesiastica mit Monographien und Aufsatzsammlungen zur Allgemeinen Geschichte und zur evangelischen und katholischen Theologie- und Kirchengeschichte vom Zeitalter der Konfessionalisierung bis ins 19. Jahrhundert, zu der er mehrere Bände selbst beigesteuert hat, und Mitherausgeber der Innsbrucker Historischen Studien. Als sein opus magnum wird das nach jahrzehntelanger Vorarbeit 2007 erschienene, breit angelegte Standardwerk Das Konfessionelle Zeitalter wahrgenommen, das den Zeitraum von der europäischen Pestwelle um 1348 bis zur Epoche der Aufklärung behandelt. Das Buch wurde nach Darstellung Kluetings auch von Josef Ratzinger gelobt, als dessen geistiger Schüler er sich seit einer persönlichen Begegnung im April 2004 selbst betrachtet. Ein weiterer Themenschwerpunkt seiner Publikationen ist die Katholische Aufklärung des 18. und 19. Jahrhunderts und ihre Wirkungen, die Klueting bis in die gegenwärtigen kirchenpolitischen Konstellationen und Debatten hinein verfolgt. Klueting ist publizistisch aktiv und schreibt Hintergrundartikel zu historischen und religiösen Themen für verschiedene Tages- und Wochenzeitungen, darunter die Neue Zürcher Zeitung. Als beliebter Autor der rechtskatholischen Zeitung Die Tagespost veröffentlichte er bis 2019/2020 regelmäßig Kommentare zur Sonntagslesung und zahlreiche Buchrezensionen in dem Blatt. Dort würdigte er auch den Opus-Dei-Gründer Josemaría Escrivá, den er in zwei Rezensionen eines vom Opus Dei herausgegebenen mehrbändigen Werks über dessen Theologie Martin Luther gegenüberstellt und die Organisation gegen Kritiker in Schutz nimmt.

## Privates
Klueting ist mit der Historikerin und katholischen Theologin Edeltraud Klueting verheiratet. Das Paar hat drei erwachsene Kinder, darunter eine Adoptivtochter.

## Schriften (Auswahl)
Kirchengeschichte
- Edith Stein’s Itinerary. Phenomenology, Christian Philosophy, and Carmelite Spirituality / Edith Steins intellektueller Weg. Phänomenologie, Christliche Philosophie und karmelitische Spiritualität. Hrsg. von Harm Klueting und Edeltraud Klueting (= Schriften des Forschungsinstituts der Deutschen Provinz der Karmeliten, Bd. 4). Aschendorff, Münster 2021, ISBN 978-3-402-12141-2.
- Luther und die Neuzeit. Primus, Darmstadt 2011, ISBN 978-3-89678-857-3.
- Fromme Frauen als gelehrte Frauen. Bildung, Wissenschaft und Kunst im weiblichen Religiosentum des Mittelalters und der Neuzeit (= Libelli Rhenani. Schriften der Erzbischöflichen Diözesan- und Dombibliothek zur rheinischen Kirchen- und Landesgeschichte sowie zur Buch und Bibliotheksgeschichte, Bd. 37), (Mit-Hrsg., mit Edeltraud Klueting). Erzbischöfliche Diözesan- und Dombibliothek, Köln 2010, ISBN 978-3-939160-30-4.
- The Catholic Enlightenment in Austria or the Habsburg lands. In: Ulrich L. Lehner, Michael Printy (Hrsg.): A Compagnion to the Catholic Enlightenment in Europe. Brill, Leiden 2010, S. 127–164.
- Das Konfessionelle Zeitalter. Europa zwischen Mittelalter und Moderne. Kirchengeschichte und Allgemeine Geschichte. 2 Bde.; Bd. 1. Primus, Darmstadt 2007, ISBN 978-3-89678-337-0; Bd. 2 (Anmerkungen u. Literatur): LIT, Berlin 2009, ISBN 978-3-8258-0360-5.
- Bistümer und Bistumsgrenzen vom frühen Mittelalter bis zur Gegenwart (Mit-Hrsg., mit Edeltraud Klueting u. Hans-Joachim Schmidt). Herder, Rom 2006, ISBN 978-3-451-26857-1.
- Edith Stein und Dietrich Bonhoeffer. Zwei Wege in der Nachfolge Christi. Johannes-Verlag, Leutesdorf 2004, ISBN 3-7794-1499-6 (übernommen vom Paulinus-Verlag, Trier, ISBN 978-3-7902-2049-0).
- Reformatio vitae. Johann Jakob Fabricius (1618/20–1673). Ein Beitrag zu Konfessionalisierung und Sozialdisziplinierung im Luthertum des 17. Jahrhunderts. LIT, Münster 2003, ISBN 3-8258-7051-0 (zugleich: theol. Diss. Universität Münster).
- Öffentliche Wortverkündigung und Sakramentsverwaltung im Ehrenamt in den Gliedkirchen der EKD. Kohlhammer, Stuttgart 2002, ISBN 3-17-017208-5.
- „Quidquid est in territorio, etiam est de teritorio“. Josephinisches Staatskirchentum als rationaler Territorialismus. In: Der Staat 37 (1998), S. 417–434.
- Walzer, Josef, P. Raphael. In: Biographisch-Bibliographisches Kirchenlexikon (BBKL). Band 35, Bautz, Nordhausen 2014, ISBN 978-3-88309-882-1, Sp. 1495–1510.

Allgemeine Geschichte der Neuzeit
- 200 Jahre Reichsdeputationshauptschluss. Säkularisation, Mediatisierung und Modernisierung zwischen Altem Reich und neuer Staatlichkeit (Hrsg.). Aschendorff, Münster 2005, ISBN 3-402-05616-X.
- Das Reich und seine Territorialstaaten im 17. und 18. Jahrhundert (Mit-Hrsg., mit Wolfgang Schmale). LIT, Münster 2004, ISBN 3-8258-7414-1.
- Irenik und Antikonfessionalismus im 17. und 18. Jahrhundert (Hrsg.). Olms, Hildesheim 2003, ISBN 3-487-11940-4.
- Der aufgeklärte Absolutismus im europäischen Vergleich (Mit-Hrsg., mit Helmut Reinalter). Böhlau, Wien / Köln / Weimar 2002, ISBN 3-205-99426-4.
- Das Reich und Österreich 1648–1740. LIT, Münster 1999, ISBN 3-8258-4280-0.
- Der Josephinismus. Ausgewählte Quellen zur Geschichte der theresianisch-josephinischen Reformen. Wissenschaftliche Buchgesellschaft, Darmstadt 1995, ISBN 3-534-02340-4.
- Katholische Aufklärung – Aufklärung im katholischen Deutschland (Hrsg.). Meiner, Hamburg 1993, ISBN 3-7873-1107-6.
- Das Konfessionelle Zeitalter 1525–1648. Ulmer, Stuttgart 1989, ISBN 3-8001-2611-7.
- Die Lehre von der Macht der Staaten. Das außenpolitische Machtproblem in der „politischen Wissenschaft“ und in der praktischen Politik im 18. Jahrhundert. Duncker & Humblot, Berlin 1986, ISBN 3-428-06052-0 (zugleich: Habil.-Schrift, Universität Köln).

Westfalica
- Die Grafschaft Limburg vom 13. bis 19. Jahrhundert. Ein Territorium des „dritten“ Westfalen im Alten Reich. Aschendorff, Münster 2023, ISBN 978-3-402-15146-4.
- Das Herzogtum Westfalen. Bd. 1: Das kurkölnische Herzogtum Westfalen von den Anfängen der kölnischen Herrschaft im südlichen Westfalen bis zur Säkularisation 1803 (Mit-Hrsg., mit Jens Foken). Aschendorff, Münster 2009, ISBN 978-3-402-12827-5; Bd. 2 (in 2 Tl.-Bden.): Das ehemalige kurkölnische Herzogtum Westfalen im Bereich der heutigen Kreise Hochsauerland, Olpe, Soest und Märkischer Kreis (19. und 20. Jahrhundert) (Mit-Hrsg., mit Jens Foken). Aschendorff, Münster 2012, ISBN 978-3-402-12862-6.
- Geschichte Westfalens. Das Land zwischen Rhein und Weser vom 8. bis zum 20. Jahrhundert. Bonifatius, Paderborn 1998, ISBN 3-89710-050-9.
- Geschichte von Stadt und Amt Medebach (Hochsauerland). Stadt Medebach, Medebach 1994.
- Johann Suibert Seibertz (1788–1871). Leben und Werk des westfälischen Historikers. Ausstellungskatalog, Brilon 1988.
- Die Säkularisation im Herzogtum Westfalen 1802–1832. Vorbereitung, Vollzug und wirtschaftlich-soziale Auswirkungen der Klosteraufhebung. Böhlau, Köln 1980, ISBN 3-412-06979-5.

Slavistik
- Die niederländische Gesandtschaft nach Moskovien im Jahre 1630/31. Edition der russischen Protokolle und ihrer niederländischen Übersetzungen. Mit paläographischer und sprachlicher Beschreibung. Ein Beitrag zur russischen Kanzleisprache (Prikaznyj Jazyk) des 17. Jahrhunderts. Hakkert, Amsterdam 1976, ISBN 90-256-0756-X (zugleich: phil. Diss. Uni Bochum).